# Albert Schnyder
Pour les articles homonymes, voir Schnyder.
Albert Schnyder est un peintre né à Delémont le 9 septembre 1898 et décédé dans la même ville, le 28 mai 1989.

## Biographie
Dans son curriculum vitae, on trouve notamment des écoles à Delémont, un apprentissage de lithographe à Berne (1914-1918) et l'école des arts appliqués de Bâle (1918-1921). Au cours de séjours d'études à Munich, Berlin et Paris, Albert Schnyder découvre la peinture cubiste et expressionniste. Ses œuvres de jeunesse sont influencées par l'art naïf et le cubisme. Revenu à Delémont en 1924, il se met à peindre des paysages jurassiens, en créant un style figuratif caractéristique. En dehors des paysages, ses motifs de prédilection sont des personnes de son entourage. Avec René Auberjonois, Schnyder représente la Suisse à la Biennale de Venise de 1948.
Souvent considéré comme le Brandao du Jura, Albert Schnyder s’est inspiré des paysages jurassiens dans un style se rapprochant de l'expressionnisme et parfois du cubisme.
À son décès, le peintre laisse 1 132 huiles, près de 300 gouaches et aquarelles et 360 dessins. Sa production appartient aujourd’hui à des collectionneurs privés et aux principaux musées suisses.

## Distinction
- Prix spécial des Arts, des Lettres et des Sciences de la République et Canton du Jura, 1989
- Notices d'autorité :   - VIAF
  - ISNI
  - BnF (données)
  - IdRef
  - LCCN
  - GND
  - Pologne
  - WorldCat
- Ressources relatives aux beaux-arts :   - AGORHA
  - Bénézit
  - RKDartists
  - SIKART